# Politikåret 1807

## Händelser
- 31 mars - William Henry Cavendish-Bentinck efterträder William Wyndham Grenville som Storbritanniens premiärminister.[1]

### Fotnoter
1. ↑  ”United Kingdom” (på engelska). World Statesmen. http://www.worldstatesmen.org/United_Kingdom.html. Läst 30 juli 2015.